# Futbol'nyj Klub Anapa
Il Futbol'nyj Klub Anapa è stata una società calcistica russa con sede nella città di Anapa.

## Storia
La squadra venne fondata nel 1986 e venne sciolta nel più volte per difficoltà economiche, subendo diverse rifondazioni.
Ha militato per due stagioni in seconda serie russa, nel 1992 e nel 1993.

## Palmarès

### Competizioni nazionali
- Vtoraja Nizšaja Liga: 1

1991 (Girone 5)